# Ева Перон
Марі́я Е́ва Дуарте де Перо́н (ісп. María Eva Duarte de Perón; до шлюбу Ева Марія Ібаргурен, 7 травня 1919, провінція Буенос-Айрес — 26 липня 1952, Буенос-Айрес), відома як Евіта — аргентинська політична лідерка, феміністка, благодійниця, захисниця прав жінок (зокрема, виборчих, матерів-одиначок), а також дітей, літніх людей, незаможних, народжених поза шлюбом та інших малозахищених верств, акторка, дикторка, мемуаристка. Перша леді Аргентини. Після її багаторічної боротьби 9 вересня 1947 жінки отримали право голосувати і обиратися на виборні посади.

## Біографія

### Дитинство
Ева Марія Ібаргурен народилася 7 травня 1919 року поблизу містечка Лос-Тольдос у провінції Буенос-Айрес. Водночас існує свідоцтво про народження, підроблене 1945 року, де зазначено, що вона народилася у місті Хунін (провінція Буенос-Айрес) 7 травня 1922 року під іменем Марія Ева Дуарте.

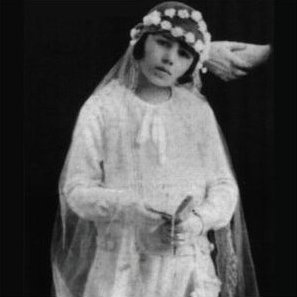
Перше причастя Евіти (1926)

Ева була позашлюбною донькою політика Хуана Дуарте, який жив на дві родини, і продавчині Хуани Ібаргурен. Законна родина батька жила у місті Чивілкой, а незаконна (мати Еви і п'ятеро її братів та сестер) — поблизу Лос-Тольдоса. Жодного зі своїх дітей від матері Еви, зокрема й її саму, батько не визнав, через що за тодішніми аргентинськими законами вони були суттєво обмежені у правах. 1926 року батько Еви помер, відтак її родина виявилася цілком беззахисною і навіть на його похорон потрапила не без труднощів. Після цього родина змушена були перебратися до маленького індіанського містечка Лос-Тольдос, де мати працювала швачкою, щоб прогодувати дітей.
1927 року Ева пішла у школу, але навчання їй не давалося, її навіть залишили на другий рік у другому класі. Проте вона виділялася серед однолітків акторським талантом і брала участь у всіх шкільних спектаклях. 1930 року родина Еви перебралася до міста Хунін. Фінансові справи родини покращилися, оскільки тепер працювала не лише мати, але й троє старших дітей: Еліса, Бланка і Хуан. 1934 року Ева закінчила школу.

### Акторська та дикторська кар'єра
2 січня 1935 року 15-річна Ева переїхала до Буенос-Айреса. На перших порах, поки вона не знайшла роботу, з нею жила мати. Згодом Ева влаштувалася на другорядну роль у театрі. Дебютувала 28 березня 1935 року у п'єсі «La Señora de los Pérez» і отримала позитивний відгук часопису «Критика». Наступні кілька років Ева жила бідно, разом зі старшим братом Хуаном, заробляючи на життя невеликим ролями у театрі.
1936 року молода акторка отримала контракт на чотиримісячні гастролі містами Росаріо, Мендоса і Кордова. 26 липня у газеті «La Capital de Rosario» з'явилася її перша фотографія у пресі. У цей час Евіта познайомилася з двома іншими акторками, Анітою Хордан і Хосефіною Бустаменте, які стали її подругами до кінця життя.

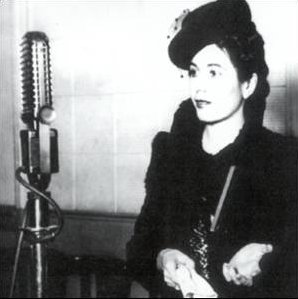
Дикторка Ева Перон, біля 1941 року

Поступово до Евіти прийшло визнання, вона знімалася у другорядних ролях у кіно, працювала моделлю, але найбільший успіх мала як дикторка і радіоакторка. 1937 року вона отримала першу роль у радіоспектаклі, а 1938 року вже грала головну роль. 1942 року Евіта отримала постійний контракт на радіо, а з ним популярність і гроші. Тоді ж вона після 7 років життя у Буенос-Айресі змогла придбати власне житло, до того ж у престижному районі Реколета.
Водночас Евіта мотримала змогу займатися громадською діяльністю і 3 серпня 1943 року почала працювати у профспілці, відстоюючи права жінок.

### Політична кар'єра
22 січня 1944 року Евіта познайомилася з Хуаном Пероном. 47-річний полковник був одним з учасників військового перевороту 4 червня 1943 року, який за допомогою профспілкового діяча Анхеля Борленгі отримав пост міністра праці Аргентини. У лютому Хуан Перон і Ева Дуарте вже жили разом.
Кар'єра Евіти на радіо і в профспілці швидко розвивалася. 1944 року вона посіла пост голови профспілки.
8 жовтня 1945 року відбувся переворот під керівництвом генерала Едуардо Авалоса. Перон змушений був піти з посади і переховуватися, але 13 жовтня його було заарештовано. 15-17 жовтня відбулися велелюдні маніфестації, які вимагали звільнення Перона і добилися свого. 22 жовтня 1945 року пара одружилася в місті Хунін. Оскільки вона була позашлюбною і за законом не мала права одружуватися, Еві довелося підробити свої документи. Через кілька днів відбулося вінчання пари у місті Ла-Плата.

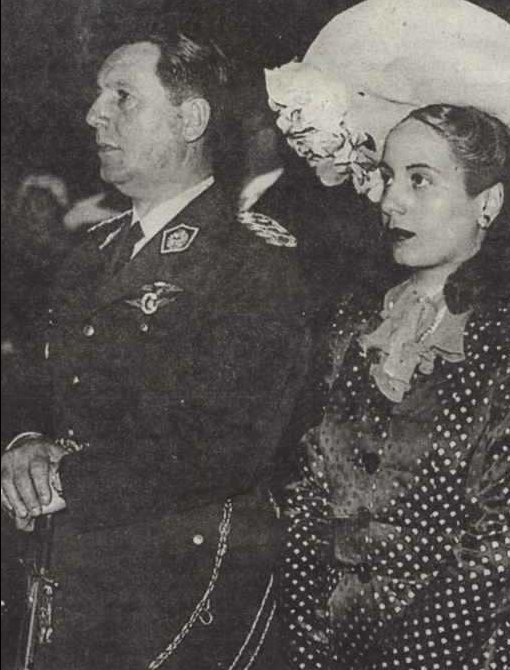
Одруження з Пероном (1945)
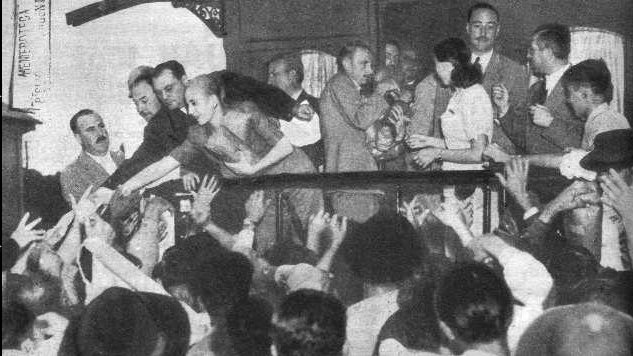
Евіта агітує за Перона (1946)
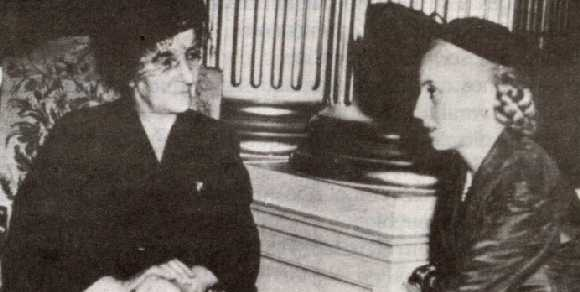
Евіта і Голда Меїр (1951)
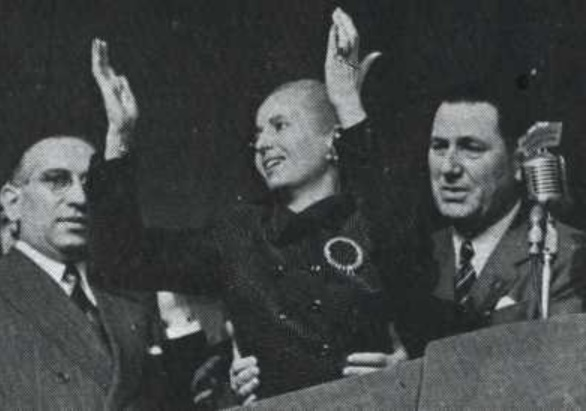
Ева і Хуан Перони виголошують промову (1951)

Разом з чоловіком Ева Перон брала участь у виборчій кампанії, супроводжувала його у поїздках, агітувала за його кандидатуру на президентських виборах. Коли він став президентом, перемігши на виборах 24 лютого 1946 року, вона стала його основною радницею і керувала міністерствами охорони здоров'я та зайнятості, присвятивши своє життя допомозі незаможним, сиротам, матерям-одиначкам і літнім людям, зміцненню освіти, боротьбі за жіноче виборче право, зрівнянню у правах законно і незаконно народжених дітей та іншій соціальній роботі.
З 6 червня по 23 серпня 1947 року Ева Перон супроводжувала свого чоловіка-президента у Європі, де вони разом відвідали Іспанію, Італію, Ватикан, Португалію, Францію, Швейцарію, а по поверненню — Бразилію і Уругвай. Метою Евіти у цьому турне було дізнатися більше про інститути соціальної допомоги за кордоном, перейняти досвід, щоб заснувати аналогічну організацію, яка отримала назву Фундація Еви Перон. У ході поїздки Евіта зустрілася з багатьма європейськими політиками і їх дружинами, папою Пієм XII, відвідала робітничі райони і поспілкувалася з робітничими лідерами.
Після багаторічної боротьби Евіти 9 вересня 1947 року було прийнято закон про надання жінкам права голосу і права обиратися на виборні посади.
8 липня 1948 року заснувала Фундацію Еви Перон, яка розгорнула роботу з будівництва лікарень, притулків, шкіл, літніх таборів, надавала допомогу і житло незаможним, проводила спортивні дитячі і юнацькі ігри, організовувала медичні огляди тощо. Багато з установ, заснованих Евітою у той час, нині мають її ім'я. Окрім допомоги нужденним в Аргентині, Фундація Еви Перон допомагала й іншим країнам, зокрема США та Ізраїлю.
1949 року Ева Перон заснувала Жіночу пероністську партію. Того ж року взяла участь у написанні нової конституції Аргентини, зокрема у пунктах, які стосувалися рівноправності чоловіків і жінок, прав літніх людей тощо.
1951 року профспілки висунули кандидатуру Еви Перон на пост віцепрезидентки. Це викликало багато суперечностей як у суспільстві, так і в самій пероністській партії. 22 серпня 1951 року відбулися велелюдні відкриті збори пероністської партії і профспілок у центрі Буенос-Айреса, де народ вимагав від Евіти погодитися балотуватися на цю посаду. Попри це, через кілька днів вона відмовилася від наміру, перш за все через хворобу.
15 жовтня вийшла книга мемуарів «La razón de mi vida», написана Евою Перон у лікарні.
11 листопада 1951 року відбулися перші вибори в історії Аргентини, у яких брали участь жінки. Евіта голосувала у лікарні, оскільки у неї виявили рак і за кілька днів до того вона пережила операцію. За результатами виборів депутатками стали 109 жінок. Після виборів Евіта почала надиктовувати свою другу книгу «Mi Mensaje».
Ева Перон померла у віці 33 років 26 липня 1952 року від раку шийки матки у шпиталі Буенос-Айреса. Її тіло забальзамоване і поховане лише через 24 роки, 24 березня 1976 року на кладовищі Реколета.

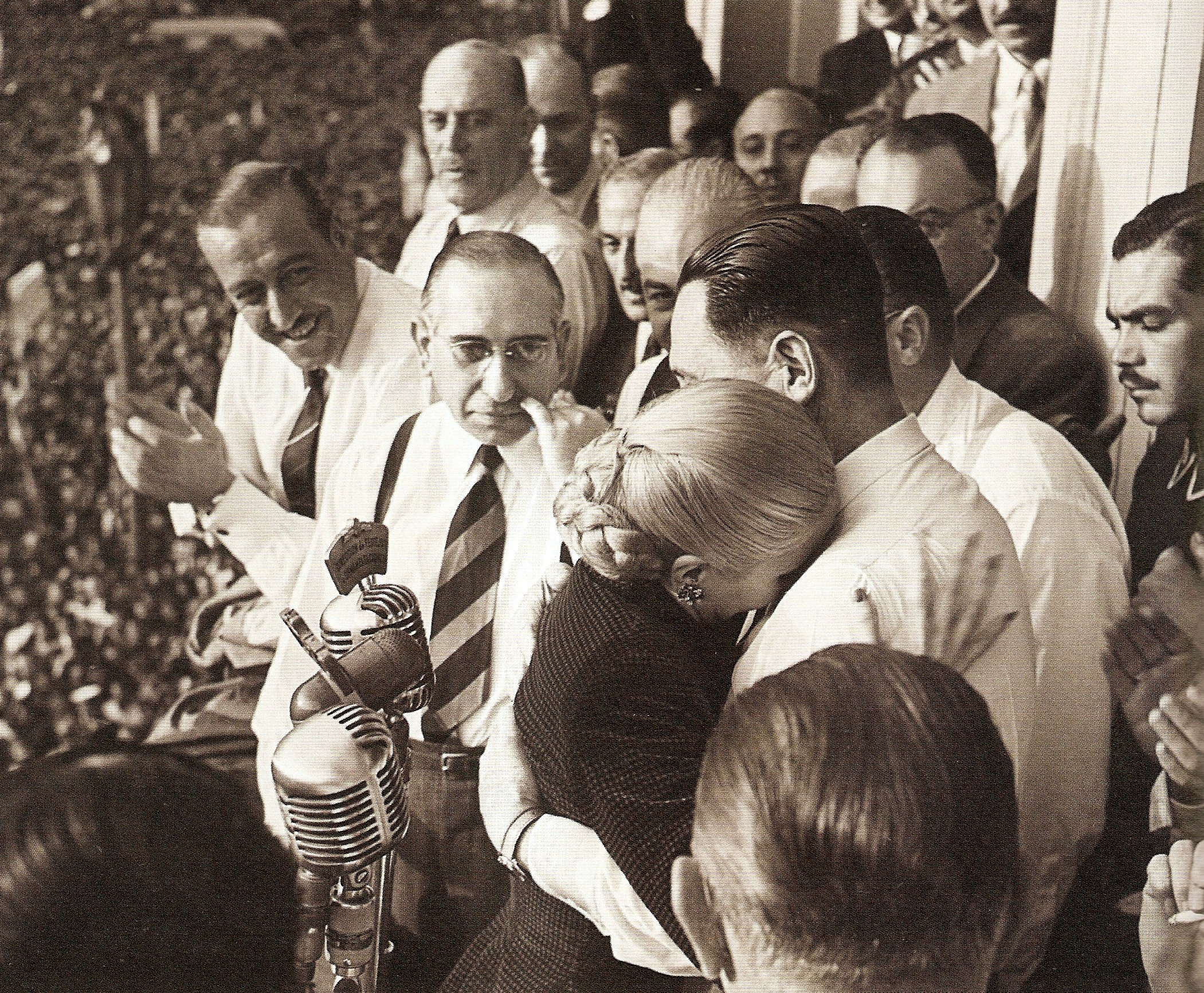
Відкриті збори 22.08.1951
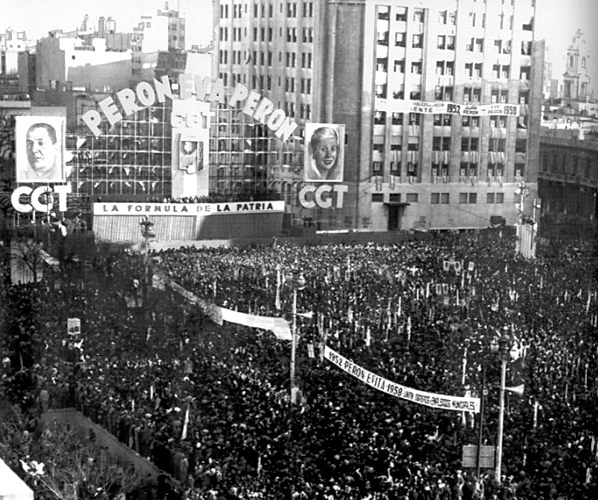
Відкриті збори 22.08.1951
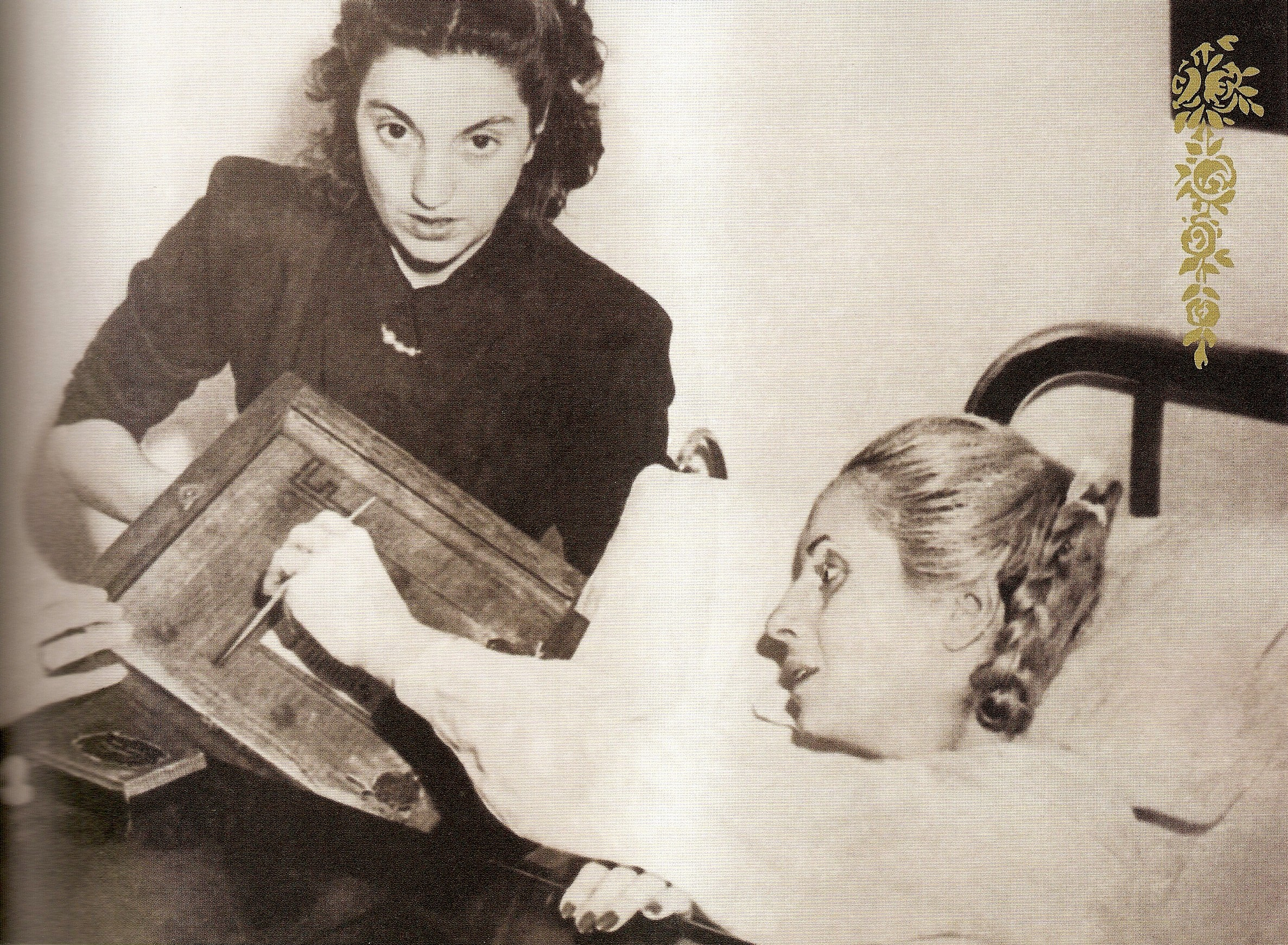
Евіта голосує у лікарні
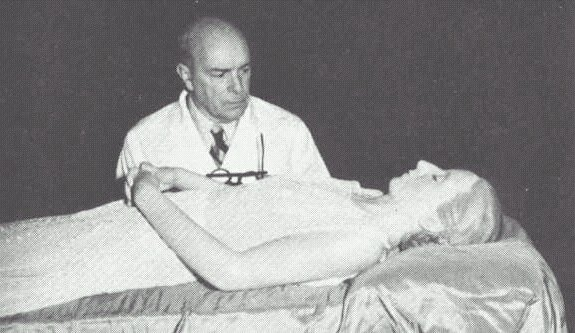
Забальзамоване тіло Евіти (1954)

## Пам'ять

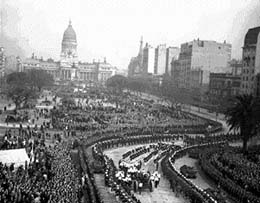
Похорон Еви Перон

Еві Перон присвячено фільми «Евіта, яка хотіла чути те, що чула» (1983), «Евіта» (1996) з Мадонною у головній ролі, «Ева Перон» (1996), мюзикли Ендрю Ллойд Веббера «Евіта» (1975) і Альберто Фавери «Ева» (1986 і 2008), оперу Андреса Педро Ріссо «Евіта» (1990), танцювальний спектакль «Ла Дуарте» (2004), спектакль «Марія Ева» (2008), п'єси «Ева Перон» (1969) та «Ева і Вікторія», оповідання Родольфо Волша «Ця жінка» (1963), Нестора Перлонгера «Евіта живе» (1975), Давида Віньяса «Мертва пані» (1963), романи Гільєрмо Саккомано «Роберто і Ева», Томаса Елоя Мартінеса «Свята Евіта» (1995), Даніеля Еррендорфа «Евіта, безумна домогосподарка» (2003), поема Леонідаса Ламборгіні «Ева Перон у вогні».
Музеї Еви Перон знаходяться у містах Буенос-Айрес, Авельянеда, Ріо-Терсеро, Лос-Тольдос.
Після смерті постать Евіти Перон перетворилася на культову. Її іменем називалися, перш за все, профспілкові і феміністичні рухи. Її книги вивчали у школах. Портрети і бюсти Евіти були майже у кожній державній установі. У назві багатьох станцій метро і залізниці, населених пунктів, вулиць тощо використовувалося її ім'я чи дата народження. На її честь було перейменовано провінцію Ла-Пампа і місто Ла-Плата. 
Після державного перевороту, який скинув її чоловіка, нова влада і церква активно взялися за викорінення культу особистості Еви Перон. З усім тим, деякі об'єкти досі мають її ім'я.
На честь діячки названо астероїди 1569 Евіта, 1581 Абандерада, 1582 Мартір, 1588 Дескамісада і 1589 Фанатіка.

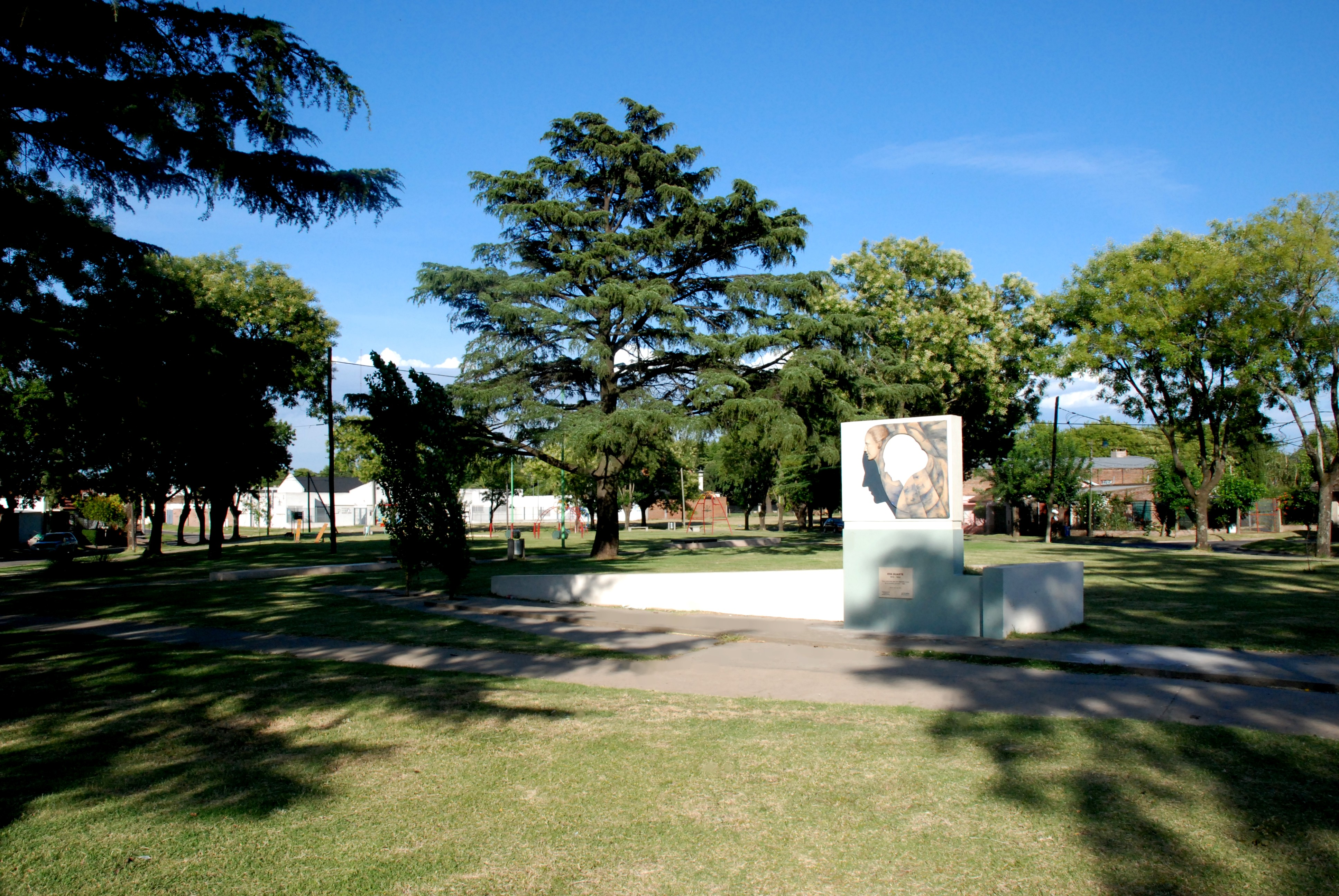
Площа Евіти у м. Хунін
Пам'ятник Евіті на в'їзді у м. Лос-Тольдос
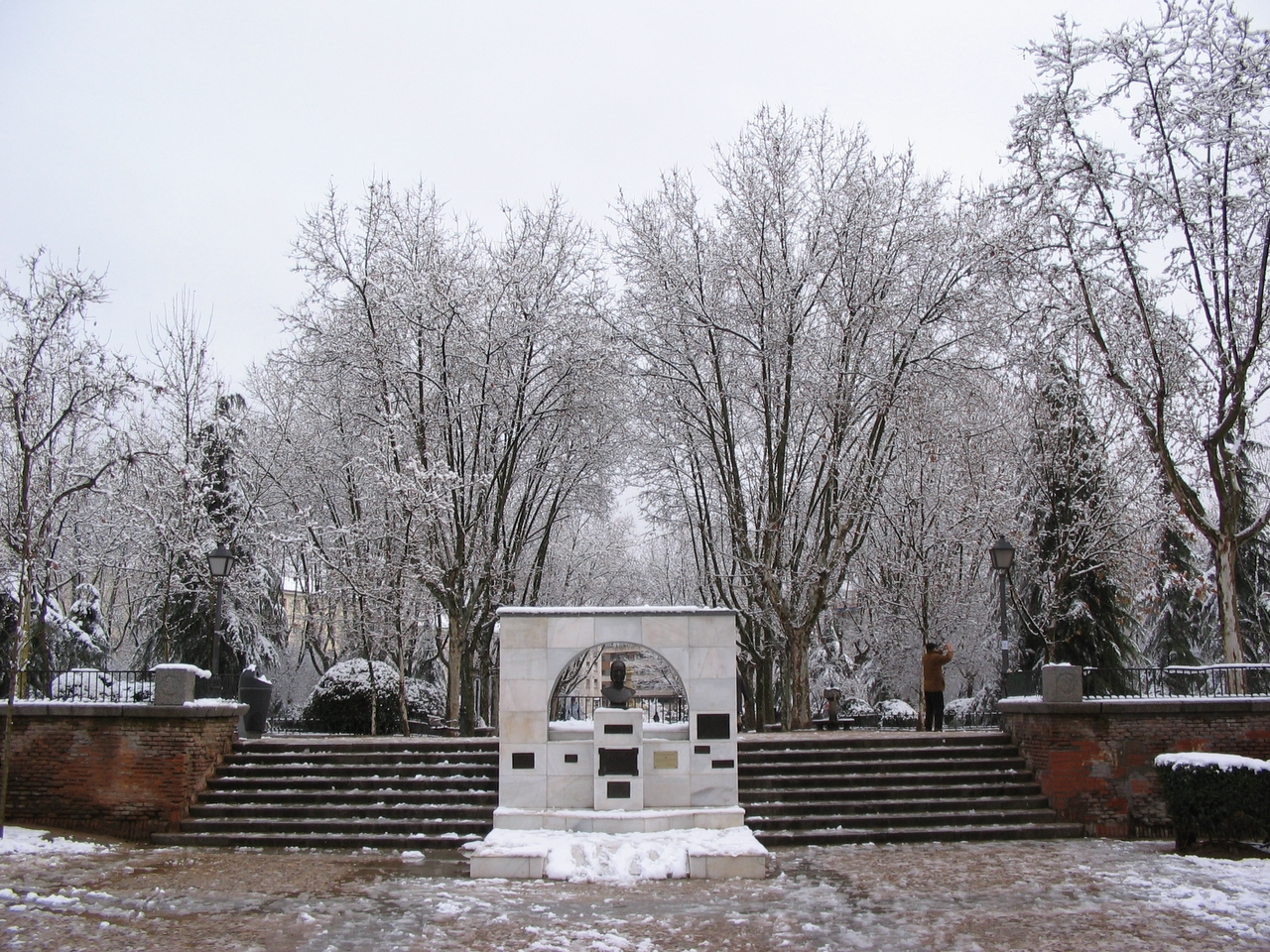
Парк ім. Еви Перон у Мадриді
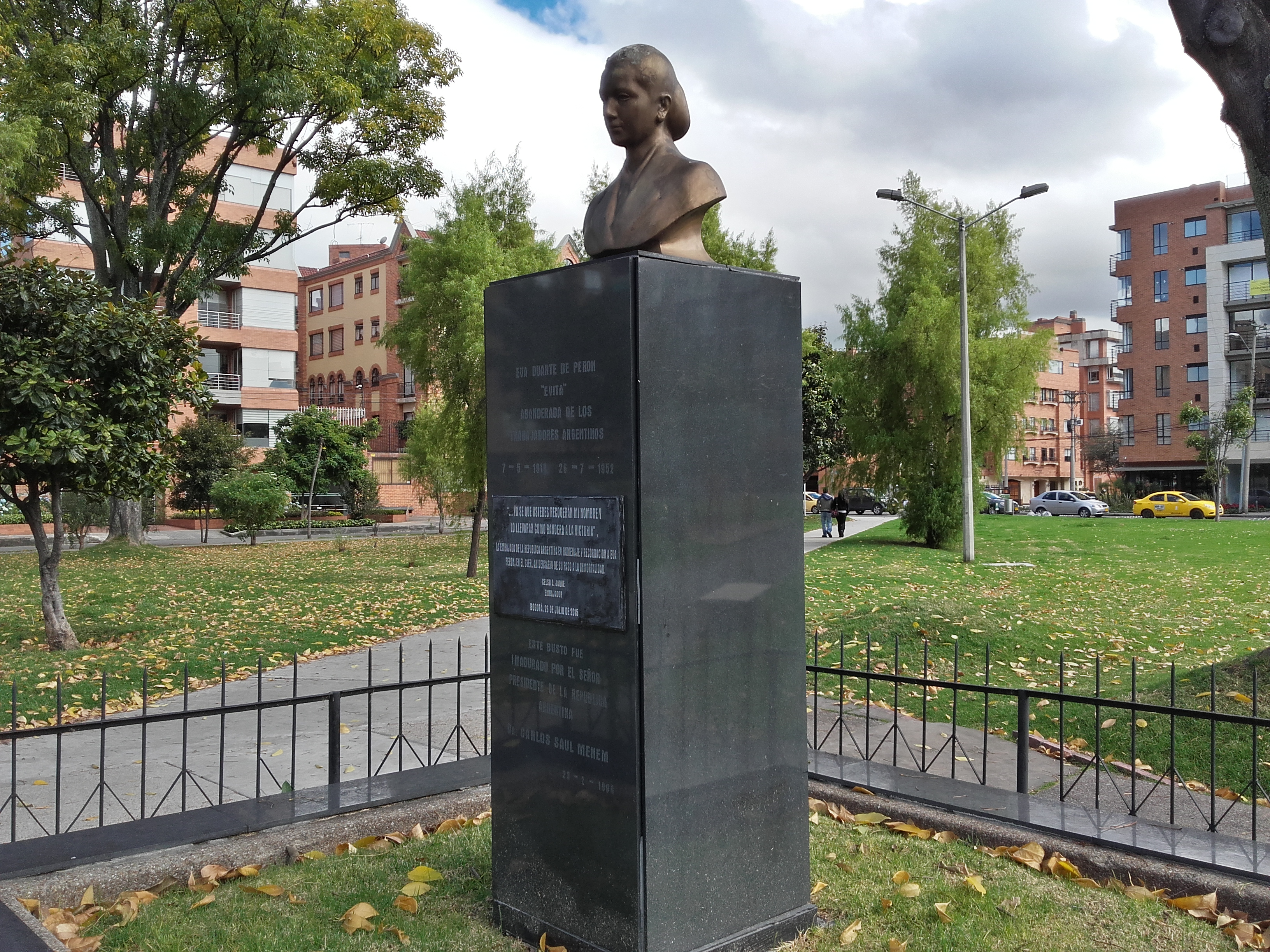
Пам'ятник Еві Перон у Боготі
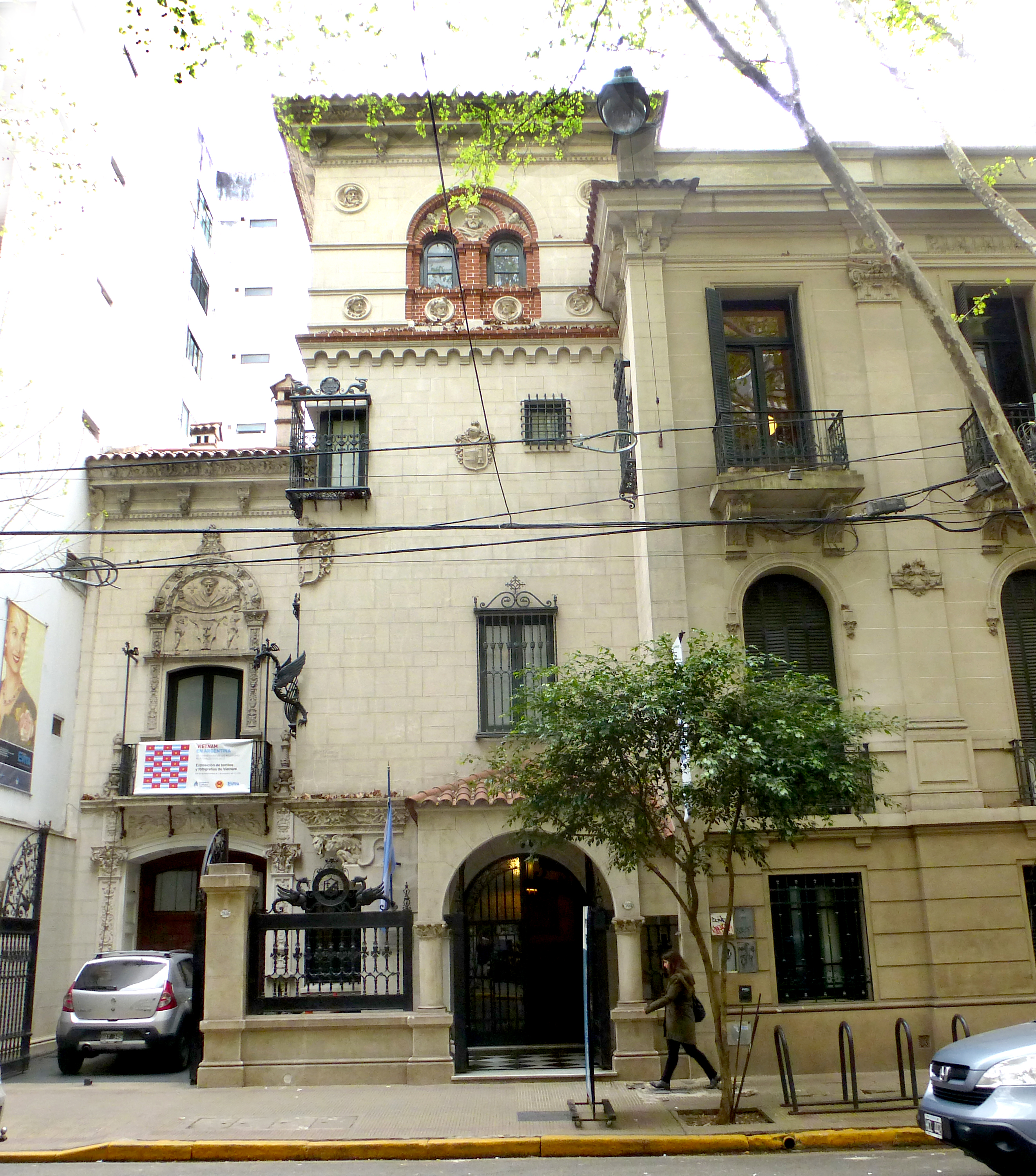
Музей Евіти у м. Буенос-Айрес